# Ландшафтна архітектура
Ландшафтна архітектура — об'ємно-просторова організація території, об'єднання природних, будівельних і архітектурних компонентів у цілісну композицію, що несе певний художній образ. Подібно архітектурі і містобудуванню ландшафтне мистецтво належить до просторових видів мистецтва.

## Визначення
У ландшафтному мистецтві формування комфортного і естетично повноцінного середовища здійснюється за допомогою природних матеріалів (рельєф, вода, рослинність тощо) і архітектурних споруд, при цьому передбачається збереження існуючих і створення штучних пейзажів, проектування систем озеленення і рекреаційних зон. На відміну від садово-паркового мистецтва сфера ландшафтного мистецтва значно ширше, вона полягає в організації багатьох компонентів просторового середовища життєдіяльності людини.
За останні 70 років в Україні основним типом парку, який створювався, був типовий для радянського міста парк культури і відпочинку (ПКіВ). Лише в останні роки почали реставрувати стародавні сади-парки, більшість з яких на цей час уже знищені. Їх головним багатством були дивовижні пейзажі, яких майже зовсім немає в більшості сучасних парків культури і відпочинку.
Із розвитком міст ускладнилася їх структура. Сучасне місто являє собою надзвичайно складний штучний ландшафт. У цьому ландшафті неймовірним чином поєдналися житлові структури, пов'язані транспортними та пішохідними артеріями. З'явилося поняття «урбаністичний ландшафт».

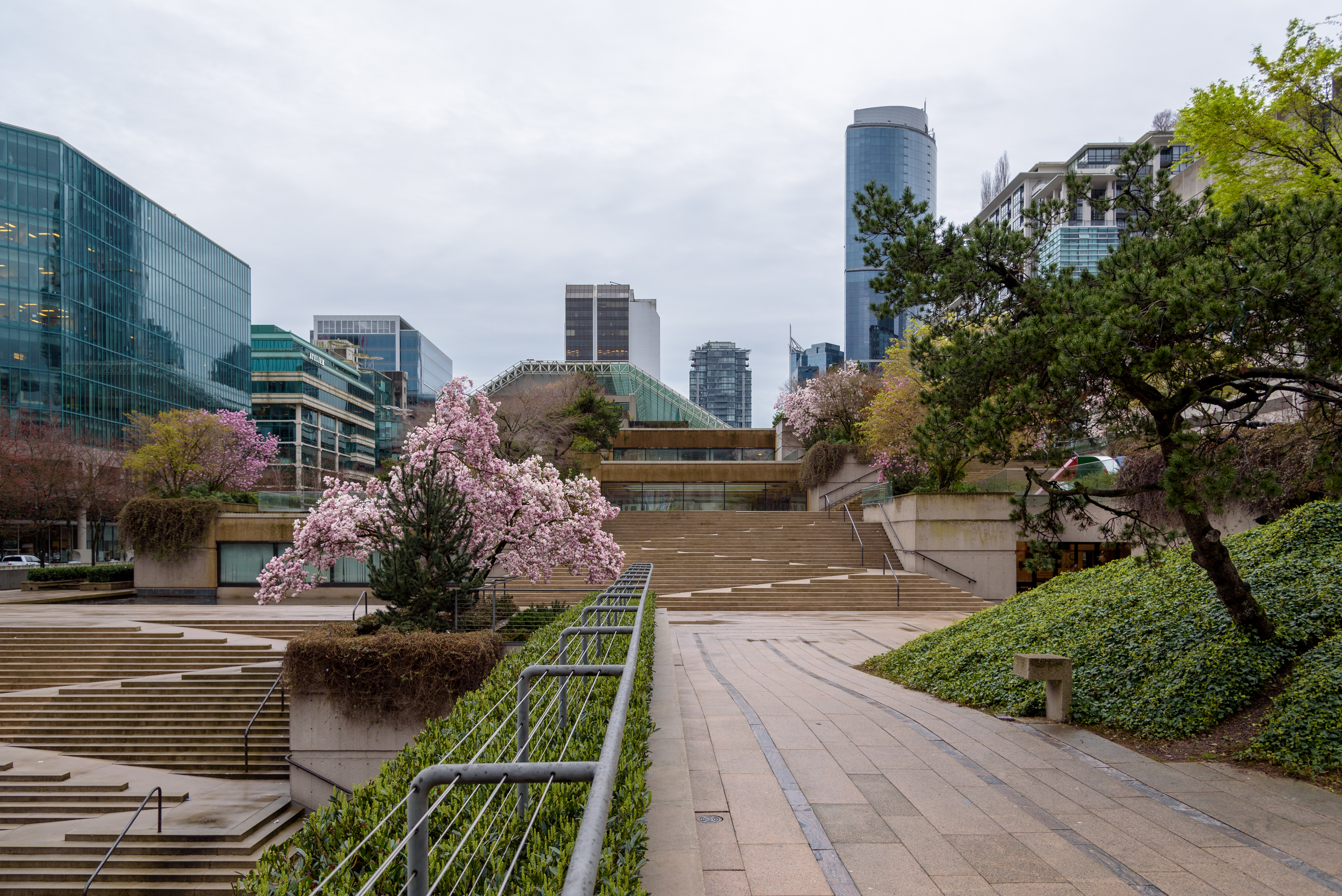
Сквер Робсон (м. Ванкувер, Канада)

Слід розрізняти поняття ландшафтного дизайну, благоустрою, садово-паркового мистецтва і ландшафтної архітектури.

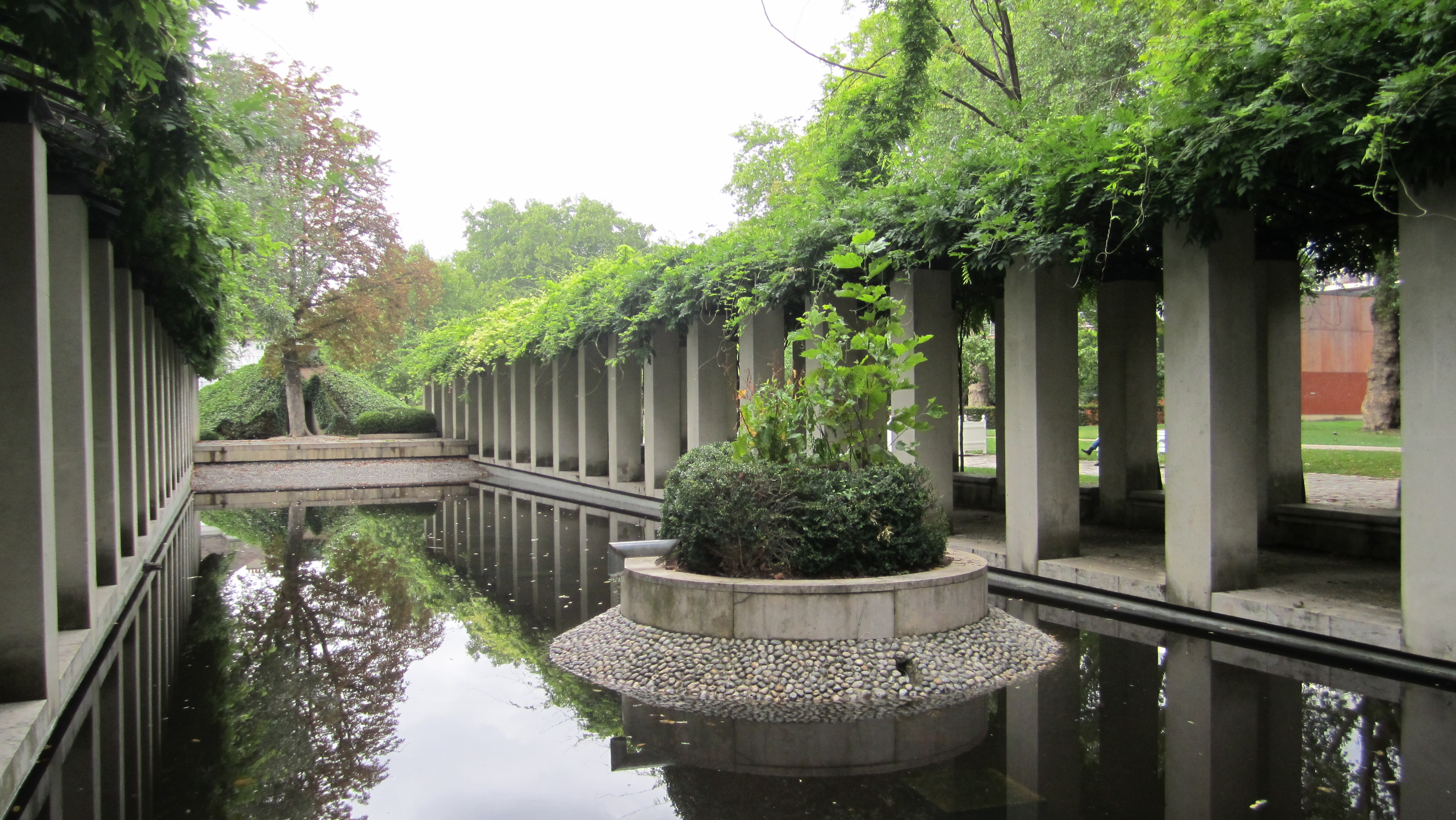
Парк в Берсі

Ландшафтна архітектура — широке поняття, що охоплює такі напрямки діяльності:
- Планування, формотворення, масштаб і розміщення нових розробок;
- озеленення місцевості та громадська інфраструктура;
- Сталий розвиток;
- Організація зливової системи, включно із дощовими садами, зеленими дахами, поповненням запасів підземних вод, зеленою інфраструктурою, а також підтриманням водно-болотних угідь;
- Ландшафтне проектування освітньою метою та дизайн середовища для громадських установ та державних закладів;
- Парки, ботанічні сади, лісорозсадники, природні заповідники;
- Засоби рекреації: ігрові майданчики, майданчики для гольфу, тематичні парки і спортивні споруди;
- Житлові райони, промислові парки і комерційні території;
- Планування і ландшафтний дизайн приватного житла;
- Автомобільні дороги, транспортні споруди, мости і транзитні коридори;
- Міський дизайн, міські та центральні площі, набережні, пішохідні схеми, а також місця для стоянки;
- Природні парки, туристична привабливість, відтворення історичних ландшафтів, оцінка та консервування історичних садів;
- Резервуари, дамби, електростанції, рекультивація добувної промисловості або великих промислових проектів і пом'якшення їх наслідків;
- Екологічна оцінка і оцінка ландшафту, консультування й радництво з планування та управління земельними ресурсами;
- Прибережні і морські розробки і пом'якшення їх наслідків;
- Екологічне проектування у будь-якій сфері, що зводить до мінімуму екологічно згубний вплив шляхом інтеграції з природними процесами і стійкістю.

## Історія ландшафтної архітектури
Історія розвитку і трансформації мистецтва ландшафтної архітектури представлена такими періодами та напрямами:
- Ландшафтна архітектура Стародавнього світу
- Ландшафтна архітектура часів феодалізму
- Ландшафтна архітектура європейського середньовіччя
- Ландшафтна архітектура Близького Сходу та Індії
- Ландшафтна архітектура Відродження і бароко в Італії
- Ландшафтна архітектура бароко в Європі (XVII ст.)
- Ландшафтна архітектура романтизму і класицизму XVII—XIX ст.
- Сучасна ландшафтна архітектура

Історичний досвід розвитку садового мистецтва розглядався в працях І. О. Богової, А. П. Вергунова, В. А. Горохова, А. Д. Жирнова, М. С. Залеської, І. Д. Родичкіна, І. А. Косаревського та ін.

## Ландшафтна архітектура в обличчях
Серед відомих персоналіїв, життя і творчість яких слід дослідити, вивчаючи ландшафтну архітектуру — Андре Ленотр, Гертруда Джекілл, Джеффрі Алан Джелліко, Кристофер Ллойд, Ланселот Браун, Роберто Бурле Маркс, Віта Секвіл-Вест, Бертрам Клаф Уїльямс-Елліс, Леннінг Роупер. Серед українців — Леонід Рубцов.
Сучасні відомі ландшафтні архітектори: Ентоні Поул [Архівовано 26 травня 2015 у Wayback Machine.], Банні Гіннес [Архівовано 7 червня 2015 у Wayback Machine.], Джинні Блом [Архівовано 8 березня 2022 у Wayback Machine.], Піт Удольф, Джон Брукс, Розмарі Александер, Кристофер Ллойд, Роберту Бурле Маркс, Чарльз Дженкс, Бет Шатто [Архівовано 16 серпня 2015 у Wayback Machine.], Арабелла Леннокс-Бойд [Архівовано 8 травня 2015 у Wayback Machine.].

## Ландшафтна архітектура в Україні

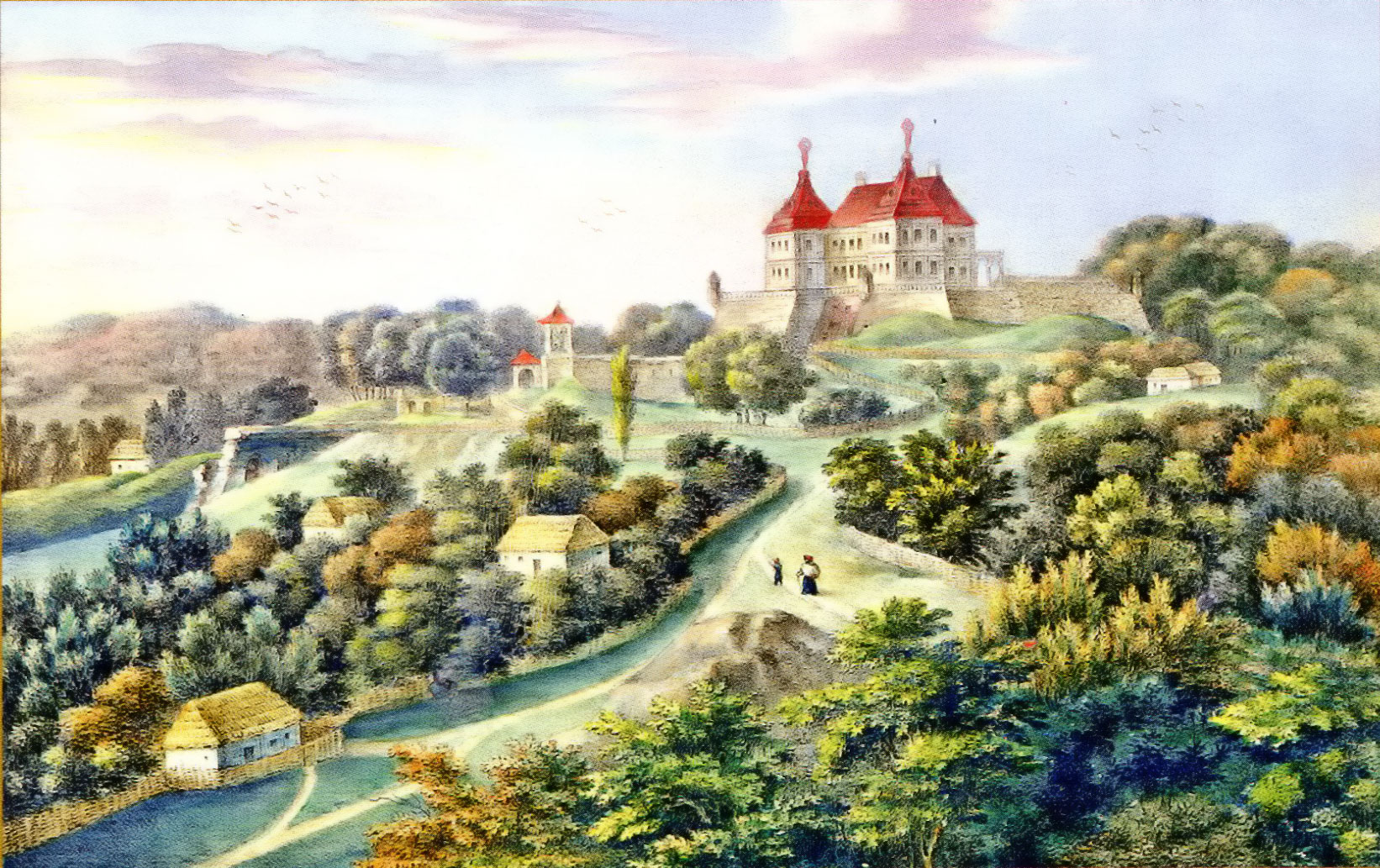
Італійський парк (Підгірці). Перша половина XIX століття. Художник: Кароль Ауер.

Пам'ятки садово-паркового мистецтва в Україні:
- парк Олександрія (м. Біла Церква, Київська обл.) Імена перших майстрів-будівельників парку невідомі; у реєстрах вони іменуються просто «садівник». Лише в документах за 1807 рік значиться, що в Браніцьких з 1796 р. працювали італійський архітектор Домінік Ботані (архітектура Головного входу, рубіж XVIII-XIX ст.), садівник Август Станге зі Львова, французький ландшафтний архітектор Мюффо, поляк Бартецький, Вітт і Штунге (ймовірно інженери), що здійснювали роботи із створення ставків і каскадів, оформлення гребель, фонтанів, формування окремих паркових ділянок.[3]
- дендропарк Софіївка (м. Умань, Черкаська обл.)

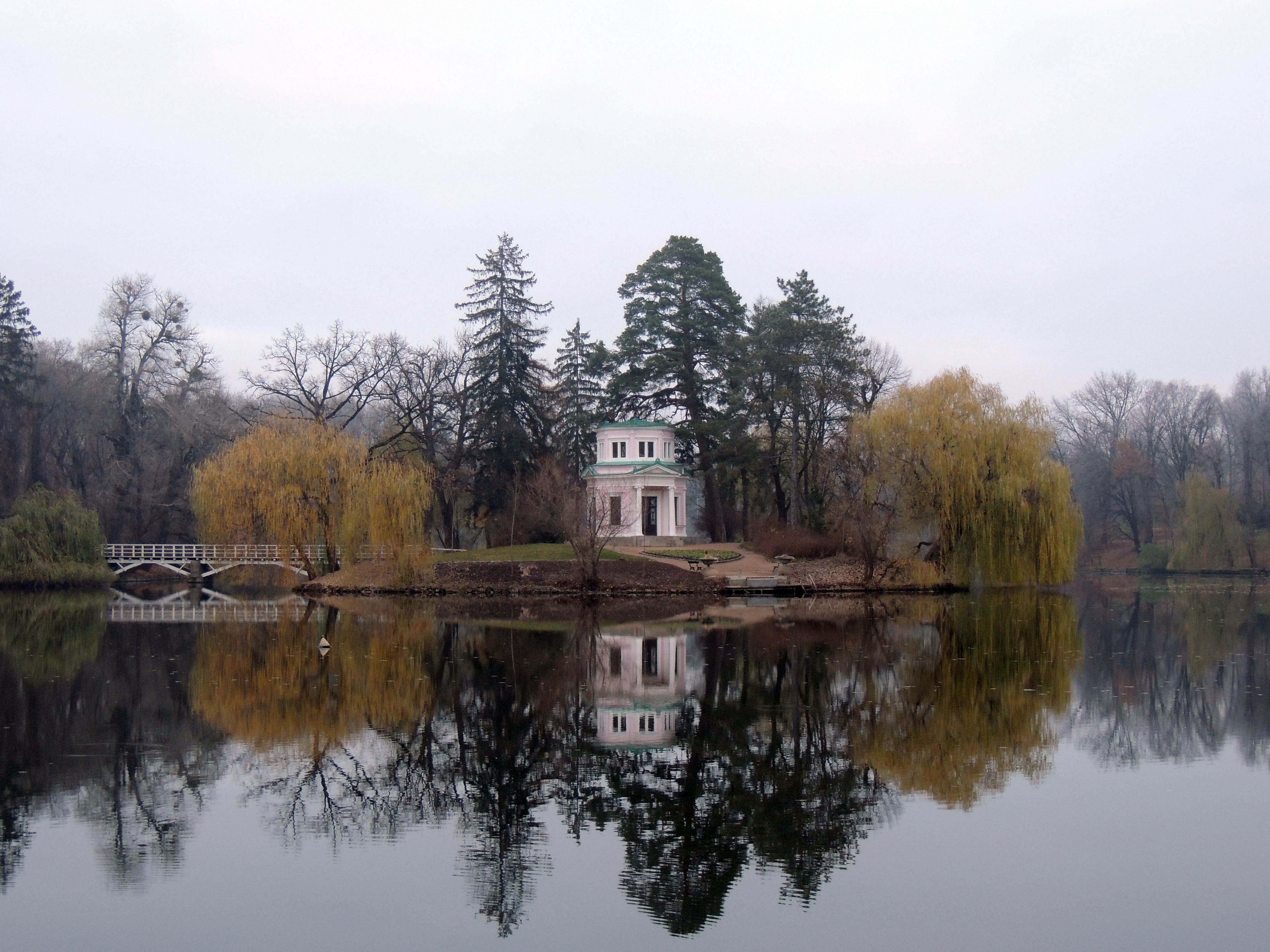
Дендрологічний парк «Софіївка»

Автор — Людвиг Метцель (1764—1848)
- Новоселицький парк (с. Новоселиця, Хмельницька обл.)

Автор — Діонізій МакКлер (1762—1853)
- Лівадійський парк (Ялта, АР Крим)

архітектор — Краснов, біолог — Геккель, 1910—1911 р.р.
- дендропарк Веселі боковеньки (біля с. Веселі Боковеньки, Кіровоградська обл.)

садівник — Регель, лісничий — Янкевич, 1893 р.
- дендропарк «Тростянець» (с. Тростянець, Чернігівська обл.)
- парк «Хороше» біля палацу Потоцьких (м. Тульчин, Вінницька обл.) Парк на 10 гектарів, садівник англієць Міллер. У пейзажному парку, закладеному у 1780-ті роки, переважали сосни та італійські тополі. Була і своя мережа каналів і ставків. Галявини парку прикрашали альтанки, фонтани, скульптура.
- парк при палаці Щербатових (м. Немирів, Вінницька обл.)

Навколо палацу — парк, закладений у ХІХ ст. архітектором Іржі Стібралом. Тут росте понад 80 видів різноманітних дерев. Найпоширеніші — віковічні дуби, ялиці, ясени, а також екзотичні кавові дерева. Біля парку є невеликий ставок.

## Цікаві факти
- За деякими даними, закладка парку могла відбуватися за участю інженера Людвіга Метцеля, прибулого на службу до Тульчина до Фелікса Потоцького і що згодом створив знамениту Софіївку.[3]